# ヤマハ・XSR900
XSR900は、ヤマハ発動機が製造販売するオートバイ（大型自動二輪車）である。

## 概要
XSRシリーズのフラッグシップモデル。ヤマハヨーロッパの「Fasters son project」の一環としてXSR700、MT-10と共に2015年にEICMAで報道向けに公開された 。
その後海外市場向けに先行発売されたのち、日本国内仕様として 2016年2月23日から9月末日まで60th Anniversaryの受注生産予約を開始し、4月15日よりXSR900、XSR900 60th Anniversaryが発売された。
「グッドデザイン賞 2016：ベスト100」「オートカラーアウォード2016 特別賞」「JIDAデザインミュージアムセレクションVol.18」「iF Design Award 2017」「Red Dot Award 2017：best of the best」「International Design Excellence Awards 2017：finalist」「German Design Award」と、デザイン賞を7つ受賞している。

## モデル一覧

### RN46J (2016年-2017年)
B90型（2016年-2017年）
日本や欧州で流行しているネオレトロカテゴリーにおいてコンセプトであるThe Performance Retroster（ザ・パフォーマンス・レトロスター）を基にMT-09のフレームやエンジン、前後サスペンションの基本構造を共有するも、レトロで普遍的なスタイリングを持ち、さらにはより新しい走行性能や機能を織り込んだ、新しい価値を持ったバイクである。
MT-09と基本構造を共有するものの、サスペンションセッティングやシート位置、ハンドル位置を変更することにより、全く異なるフィーリングになるように変更がなされている。

また、MT-09トレーサーにも採用された2モードトラクションコントロールを3モードに変更し搭載、アシスト＆スリッパークラッチを姉妹車の中で初めて搭載した。

### RN56J (2018年-2021年)
B90型（2018年）
ヘリテイジスポーツモデルをイメージしたレッドを採用。ブラックとマットグレーは継続販売。メーカーリリースは、このようなカラーチェンジという内容ながら、車両とエンジンの型式が変更され（平成28年排出ガス規制対応）、出力や燃費も変わっている。
BAE型（2019年）
前年モデルで平成28年排出ガス規制をクリアしていたXSR900の2019年モデル（日本国内向け仕様）は、カラーチェンジのみ。新たに採用されたブルーメタリックは、タンクにスポーツイメージを強調するタテのラインが加えられていた。これは、2018年モデルにおける赤の「色違い」だった。マットグレーとブラックメタリックは継続設定。前年秋のケルンショーで発表された欧州向けとは異なるカラー設定になった。
BDV型（2020年）
ヘッドライト内に、ポジションランプが加えられるとともに、リフレクターのデザインも変更された。カラーリングには、新たに「ラジカルホワイト」が設定された。
発表時のプレスリリースには、「1980年代に人気を博したスポーツモデルのイメージを再現」とあったが、これは1983年発売のRZ250Rのカラーリングを踏襲したものだった。

マットグレーメタリック3と併せて2色設定となった。

### RN80J (2022年-)
XSR900シリーズとしては初のフルモデルチェンジ。
2021年11月のEICMA（イタリア・ミラノ）で発表。日本市場では2022年6月30日発売。
「The Expert of Equestrian」をコンセプトに開発。エクエストリアンとは伝統的な馬術のことを指し、MT-09が暴れ馬を乗りこなすロデオなら、XSR900は愛馬と一体になって駆ける優雅な振る舞いをイメージ。
エンジンについては新型MT-09と同様に「N718E」を搭載。これにより3気筒エンジンの排気量は、これまでの845ccから888ccに拡大。シリンダーボアは78mmそのままに、ピストンストロークがを59mmから62mmに変更されている。性能面ではMT-09から変更はないものの、車体とのマッチングを考慮し両サイドのアルミカバーやクラッチの樹脂カバーに専用の塗装が施されている。またエンジン変更に伴い、平成32年（令和2年）排出ガス規制をクリア。クイックシフター（アップ/ダウン対応）
メインフレームとエンジン、そして各種制御系はMT-09と共通だが、トレーサー9 GT用のリアアームとリアフレームが新しくなり、サスペンションをリセッティング。ホイールベースはMT-09と比較すると65mm延長されている。またシート高も旧型XSR900と比較すると-20mmとなっている。
カラー液晶メーターもMT-09ゆずりのものが装備されているが、上位グレードの「MT-09SP」では採用されているクルーズコントロール機能が標準装備されている。タコメーターの色も専用色に変更。またMT-09と比較するとガソリン残量の目盛りがひとつ増えている。